# Game Maker's Toolkit
Game Maker's Toolkit (GMTK, укр. Інструментарій ігророба) — YouTube-канал і однойменний цикл відео про аналіз відеоігор, створений Марком Брауном, британським відеоігровим журналістом. У відео розглядаються та пояснюються різноманітні елементи відеоігрового дизайну, що має допомогти глядачам замислитися над дизайном ігор, в які вони грають, а також заохотити розробників до вдосконалення свого ремесла. Також є більш вузькоспрямовані рубрики, в яких обговорюються питання доступності у відеоіграх чи дизайні рівнів. Перше відео GMTK було випущено у 2014 році. Цикл відео виходить на однойменному YouTube-каналі та фінансується глядачами через Patreon.
З 2017 року Марк Браун також проводить щорічний геймджем GMTK на itch.io. Кожен джем має окрему тему — виклик для дизайнера — і учасники мають 48 годин, щоб розробити та опублікувати відеогру, яка відповідає цій темі.

## Історія
До того, як почати Game Maker's Toolkit, Марк Браун був відеоігровим журналістом. Він писав для GamesRadar, Wiredта The Escapist, а також для інших видань як фрилансер. У 2010 та 2011 роках він був дописувачем Eurogamer і писав огляди відеоігор. У серпні 2012 року Браун приєднався до Pocket Gamer, британського видання про mobile games, як редактор новин, а згодом був і редактором тематичних матеріалів. Він залишив посаду редактора-консультанта у січні 2017 рокущоб зосередитися на Game Maker's Toolkit. Відтоді Браун час від часу пише як фрилансер, а також публікує огляди ігор на своїй сторінці Patreon для прихильників Game Maker's Toolkit.
Перше відео Game Maker's Toolkit — «Adaptive Soundtracks» (укр. Адаптивні саундтреки) — вийшло у листопаді 2014 року. Ранні відео виходили нерегулярно, кожні три-п'ять тижнів. Кожне відео обговорює певну проблему в дизайні відеоігор та її реалізацію в конкретних іграх. У 2016 та 2017 роках відео GMTK стали довшими, часто тривалістю понад 10 хвилин, і виходили частіше — перерва між новими відео становила близько трьох тижнів. З 2018 року Браун публікує в середньому по два відео на місяць. 
Браун запустив краудфандинговий профіль на Patreon у 2015 році, що дозволило глядачам підтримувати GMTK невеликими щомісячними грошовими внесками. У грудні 2016 року він оголосив, що завдяки своїм спонсорам на Patreon він залишить роботу в Pocket Gamer, а у 2017 році почне працювати над Game Maker's Toolkit на повний робочий день.
У 2016 році Браун розпочав нову додаткову серію відеороликів на своєму YouTube-каналі під назвою Boss Keys (укр. Бос-ключі). Цей цикл досліджує схему та дизайн підземель у франшизі The Legend of Zelda. Кожне відео присвячене одній грі з серії The Legend of Zelda. Браун розробив систему мапінгу для опису дизайну підземель. У другому сезоні Boss Keys, який розпочався в липні 2018 року, Браун обговорює планування ігрових світів жанру метроїдванії, як-от у серії ігор Metroid.
У липні 2018 року на каналі GMTK стартувала друга додаткова серія відеороликів«Designing for Disability» (укр. Дизайн для людей з обмеженими можливостями). Цей цикл відео досліджує питання доступності у відеоіграх, описує перешкоди, які можуть завадити деяким людям насолоджуватися певними іграми, а також пропонує рекомендації та практики, які роблять відеоігри більш відкритими для гравців з особливими потребами. У листопаді 2019 року він продовжив серію оглядом стану доступності ігор у 2019 році.

## Прийняття
Відеоролики Брауна на Game Maker's Toolkit висвітлювали веб-сайти, присвячені відеоіграм, такі як Gamasutra, Kotaku та Rock, Paper, Shotgun. Серія відео Designing for Disability включена до переліку «Найкращі відеоесеї 2018 року» від Polygon, а автор статті назвав Брауна «одним із найбільш виважених і прискіпливих людей» у сфері критики відеоігор. The Telegraph називає Брауна одним із «20 ігрових ютуберів, за якими варто стежити», описуючи GMTK як «розумний погляд на філософію дизайну популярних ігор».  Мистецький журнал Hyperallergic включив відео GMTK «The Challenge of Cameras» (укр. Проблема камер) у свій огляд веб-документальних фільмів. 
На Game Maker's Toolkit також посилаються деякі розробники відеоігор. Ніколае Бербече, дизайнер гри Move or Die, порекомендував канал Брауна під час свого виступу на Game Developers Conference Europe 2016.  Riot Games включає GMTK до свого списку навчальних ресурсів для геймдизайну. 

## Геймджем Game Maker's Toolkit
Починаючи з 2017 року, Game Maker's Toolkit проводить щорічні геймджеми на itch.io. У змаганні розробникам дається 48 годин на розробку відеоігри (включаючи усі етапи створення відеогри), що відповідає темі, оголошеній на початку джему. Теми являють собою виклики для ігрових дизайнерів.
| Рік  | Дата                  | Тематика                                                                       | Кількість учасників | Кількість учасників | Додаткова інформація       |
| Рік  | Дата                  | Тематика                                                                       | Авторів             | Ігор                | Додаткова інформація       |
| ---- | --------------------- | ------------------------------------------------------------------------------ | ------------------- | ------------------- | -------------------------- |
| 2017 | 14–17 липня           | Downwell's Dual Purpose Design (укр. Дизайн подвійного призначення у Downwell) | 2,857               | 731                 |                            |
| 2018 | 31 серпня – 2 вересня | Genre without mechanic (укр. Жанр без механіки)                                | 3,313               | 1,029               | Натхненний грою Snake Pass |
| 2019 | 2–4 серпня            | Only one (укр. Тільки один)                                                    | 7,590               | 2,648               |                            |
| 2020 | 10–12 липня           | Out of control (укр. Поза контролем)                                           | 18,326              | 5,477               |                            |
| 2021 | 11–13 червня          | Joined together (укр. Поєднані разом)                                          | 21,967              | 5,817               |                            |
| 2022 | 15–17 липня           | Roll of the dice (укр. Кидок кісток)                                           | 22,077              | 6,168               |                            |
| 2023 | 7–9 липня             | Roles Reversed (укр. Зміна ролей)                                              | ~22,400             | 6,900               | Найбільший за весь час     |